# Ananindeua
Ananindeua (IPA: [ananĩˈdewɐ]) nagyváros Brazília északkeleti részén, Pará államban, melynek második legnagyobb települése. Ananindeua Benevides, Belém, Marituba és Santa Bárbara do Pará községekkel határos. Lakosainak száma 478 778 fő (2022).

## Népesség
A település népességének változása:
| Lakosok száma | 471 980 | 540 410 | 478 778 |
|               | 2000    | 2021    | 2022    |